# Рольф Зеттерлунд
Рольф Зеттерлунд (2 січня 1942, Лудвіка) — колишній шведський футболіст (півзахисник) і хокеїст з м'ячем, також працював футбольним тренером.

## Кар'єра гравця
Зеттерлунд розпочав професійну кар'єру у 1963 році у «Отвідабергсі» з другого дивізіону, де відіграв два сезони. Потім він перейшов у Сандекерн. З 1969 по 1971 рік він грав у другому дивізіоні за «Сандвікен», у цьому ж клубі грав у хокей з м'ячем у першому дивізіоні.
15 квітня 1972 року у віці 30 років він дебютував в Аллсвенскані у складі АІКу. До 1976 року він провів за клуб 117 ігор та забив 11 голів у чемпіонаті. У 1976 році разом із командою здобув Кубок Швеції.
У 1977 році Зеттерлунд перейшов у «Браге», де став граючим тренером. Виступав за клуб до 1980 року і завдяки гарним результатам в останньому сезоні був нагороджений шведським Золотим м'ячем. У віці 38 років став найстаршим лауреатом нагороди. Зеттерлунд ніколи не грав за збірну Швеції.

## Кар'єра тренера
1981 року Зеттерлунд очолив свій колишній клуб АІК. У 1983 році він зміг вивести команду на перше місце в Аллсвенскані. Тоді за регламентом чемпіон визначався за результатами плей-оф, у півфіналі із загальним рахунком 3:2 АІК поступився «Гетеборгу». У 1985 році він виграв із командою Кубок Швеції, у фіналі по пенальті з рахунком 4:3 його команда обіграла «Естерс». У 1986 він розірвав контракт.
З 1987 року Зеттерлунд тренував «Еребру», який повернув до Аллсвенскана після десяти років у другому дивізіоні. У 1992 році залишив клуб і в 1993 році очолив «Спорвеген» з другого дивізіону, але покинув клуб після всього лише одного сезону. Його наступним клубом став «Мальме». У 1997 році він став біля керма «Гаммарбю» з другого дивізіону, з яким піднявся до Аллсвенскан.